# Galt (Misuri)
Galt es una ciudad ubicada en el condado de Grundy en el estado estadounidense de Misuri. En el Censo de 2010 tenía una población de 253 habitantes y una densidad poblacional de 341,55 personas por km².

## Geografía
Galt se encuentra ubicada en las coordenadas 40°7′38″N 93°23′17″O / 40.12722, -93.38806. Según la Oficina del Censo de los Estados Unidos, Galt tiene una superficie total de 0.74 km², de la cual 0.74 km² corresponden a tierra firme y (0%) 0 km² es agua.

## Demografía
Según el censo de 2010, había 253 personas residiendo en Galt. La densidad de población era de 341,55 hab./km². De los 253 habitantes, Galt estaba compuesto por el 94.86% blancos, el 1.58% eran afroamericanos, el 0.4% eran amerindios, el 0.4% eran asiáticos, el 0.4% eran isleños del Pacífico, el 0% eran de otras razas y el 2.37% pertenecían a dos o más razas. Del total de la población el 0% eran hispanos o latinos de cualquier raza.